# Coccorchestes inermis
Coccorchestes inermis är en spindelart som beskrevs av Balogh 1980. Coccorchestes inermis ingår i släktet Coccorchestes och familjen hoppspindlar. Inga underarter finns listade i Catalogue of Life.